# 阿部義晴 セルフセレクション
『阿部義晴 セルフセレクション』（あべよしはる セルフセレクション）は、阿部義晴（現・ABEDON）のコンピレーション・アルバム。2007年11月7日発売。発売元はソニー・ミュージックダイレクト。

## 概要
UNICORNのメジャー・デビュー20周年企画の一環で発売された。
阿部自身による選曲。UNICORNの楽曲、自身のソロ曲と、1997年にSPARKS GO GOとのユニット「ABEX GO GO」で発表した楽曲が収録されている。
本作と同時に、UNICORNのメンバーであった川西幸一・EBI・手島いさむの各セルフセレクション、阿部・川西・EBIの各ヴィジュアルコレクションの計7作品が発売された。

## 収録曲
1. 最後の恐竜 / 阿部義晴 (3:29)
  - 作曲・編曲：阿部義晴
  - Instrumental。アルバム『Ⓐ』収録。
2. 人生は上々だ / UNICORN (4:13)
  - 作詞：川西幸一・阿部義晴　作曲：奥田民生　編曲：UNICORN
  - UNICORNのアルバム『服部』収録。
3. PTA 〜光のネットワーク〜 / UNICORN (5:43)
  - 作詞：奥田民生・阿部義晴
  - 作曲：奥田民生・阿部義晴・小西康陽　編曲：小西康陽
  - UNICORNのアルバム『おどる亀ヤプシ』収録。
4. 開店休業 / UNICORN (3:50)
  - 作詞・作曲：阿部義晴　編曲：UNICORN
  - UNICORNのアルバム『ヒゲとボイン』収録。
5. ドライブしよう / ABEX GO GO (3:34)
  - 作詞：八熊慎一　作曲：阿部義晴　編曲：ABEX GO GO
  - ABEX GO GOのアルバム『ABEX GO GO』収録。
6. 愛の温泉 / 阿部義晴 (3:57)
  - 作詞・作曲・編曲：阿部義晴
  - アルバム『wildfire』収録。
7. 夕立ち / ABEX GO GO (4:39)
  - 作詞：八熊慎一　作曲：阿部義晴　編曲：ABEX GO GO
  - ABEX GO GOのアルバム『ABEX GO GO』収録。
8. オセロマン / 阿部義晴 (4:48)
  - 作詞・作曲・編曲：阿部義晴
  - アルバム『wildfire』収録。
9. ゲームセット / 阿部義晴 (4:30)
  - 作詞・作曲・編曲：阿部義晴
  - シングル曲。アルバム『wildfire』収録。
10. 音楽家と政治家と地球と犬 / UNICORN (2:09)
  - 作詞・作曲：阿部義晴　編曲：UNICORN
  - UNICORNのアルバム『SPRINGMAN』収録。
11. 苦しき愛 / 阿部義晴 (5:46)
  - 作詞・作曲・編曲：阿部義晴
  - アルバム『wildfire』収録。
12. 月のワーグナー / UNICORN (4:34)
  - 作詞・作曲：阿部義晴　編曲：UNICORN
  - UNICORNのアルバム『SPRINGMAN』収録。
13. おせわになりました / ABEX GO GO (2:56)
  - 作詞・作曲：阿部義晴・八熊慎一　編曲：ABEX GO GO
  - ABEX GO GOのシングル曲。アルバム『ABEX GO GO』収録。
14. 君に再突入 / 阿部義晴 (3:22)
  - 作詞・作曲・編曲：阿部義晴
  - アルバム『wildfire』収録。
15. 忍者ロック / UNICORN (2:55)
  - 作詞・作曲：阿部義晴　編曲：UNICORN
  - ライブ音源。
  - UNICORNのアルバム『THE VERY RUST OF UNICORN』収録。
16. 夏の大将 / ABEX GO GO (3:56)
  - 作詞：八熊慎一　作曲：阿部義晴　編曲：ABEX GO GO
  - ABEX GO GOのシングル曲。
17. 風～CSA～風II / UNICORN (2:16)
  - 作詞・作曲：奥田民生・阿部義晴　編曲：UNICORN
  - ライブ音源。
  - UNICORNのアルバム『THE VERY RUST OF UNICORN』収録。
18. CSA / UNICORN (0:53)
  - 作詞・作曲：阿部義晴　編曲：UNICORN
  - UNICORNのアルバム『ケダモノの嵐』収録。
19. 欲望 / 阿部義晴 (4:37)
  - 作詞・作曲・編曲：阿部義晴
  - ソロデビュー・シングル曲。
20. 欲望（ライヴ「大欲望」ヴァージョン）（オリジナル・カラオケ） / 阿部義晴(5:34)
  - 作曲・編曲：阿部義晴
  - シングル『僕のゆくえ』カップリング。